# Josh Ritter (musikalbum)
Josh Ritter är den amerikanske artisten Josh Ritters självbetitlade debutalbum, utgivet på eget bolag 1999.

## Låtlista
1. "Leaves and Kings" – 3:26
2. "Beautiful Night" – 2:42
3. "Hotel Song" – 2:08
4. "Paint Your Picture" – 3:41
5. "Angels on Her Shoulders" —  3:21
6. "Morning Is a Long Way Down" — 3:30
7. "Potter's Wheel" - 3:20
8. "Letter From Omaha" – 3:09
9. "Last Ditch Effort (See You Try)" — 3:11
10. "Paths Will Cross" — 3:02
11. "Pretty Polly" — 3:52
12. "Horrible Qualities" – 11:25 (innehåller bonuslåten "Stuck to You")